# Liste des monuments historiques nationaux de Buenos Aires
Cet article recense les monuments historiques nationaux de la ville de Buenos Aires, en Argentine.

## Liste
| Monument | Adresse | Coordonnées                        | Loi                | Notice | Catégorie                                  | Date | Illustration |
| --- | --- | ---------------------------------- | ------------------ | ------ | ------------------------------------------ | ---- | --- |
| Avenida de Mayo | | 34° 36′ 32″ sud, 58° 22′ 43″ ouest | Décret no 437/97   | 175    | Lieu historique                            | 1997 | Avenida de Mayo |
| Terrain du Buenos Aires Cricket Club | Parque 3 de Febrero | à géolocaliser                     | Décret no 14028    | 176    | Lieu historique                            |      | Image manquante Téléverser |
| Corvette Uruguay | Amarrée à la jetée no 3 de Puerto Madero                                                                                        | 34° 36′ 15″ sud, 58° 21′ 58″ ouest | Décret no 3968     | 177    | Monument historique                        | 1967 | Corvette Uruguay |
| Darse nord (emplacement du combat de los Pozos) | | 34° 35′ 43″ sud, 58° 22′ 00″ ouest | Décret no 120412   | 178    | Lieu historique                            |      | Image manquante Téléverser |
| Stations de métro : - Ligne A : Plaza de Mayo, Perú, Piedras, Lima, Saenz Peña, Congreso, Pasco-Alberti et Plaza de Miserere ; - Ligne C : San Juan, Independencia, Moreno, Av de Mayo, Diagonal Norte, Lavalle et San Martín ; - Ligne D : Catedral, 9 de Julio, Tribunales, Facultad de medicina, Aguero, Bulnes, Scalabrini Ortiz, Plaza Italia et Palermo ; - Ligne E : San Jose, Entre Rios, Pichincha, Jujuy, Urquiza et Boedo. | | à géolocaliser                     | Décret no 437/97   | 179    | Monument historique                        | 1997 | Stations de métro : *Ligne A : Plaza de Mayo, Perú, Piedras, Lima, Saenz Peña, Congreso, Pasco-Alberti et Plaza de Miserere ; *Ligne C : San Juan, Independencia, Moreno, Av de Mayo, Diagonal Norte, Lavalle et San Martín ; *Ligne D : Catedral, 9 de Julio, Tribunales, Facultad de medicina, Aguero, Bulnes, Scalabrini Ortiz, Plaza Italia et Palermo ; *Ligne E : San Jose, Entre Rios, Pichincha, Jujuy, Urquiza et Boedo. |
| Frégate école Presidente Sarmiento | Amarrée à la jetée no 3 de Puerto Madero                                                                                        | 34° 36′ 32″ sud, 58° 21′ 56″ ouest | Décret no 5589     | 180    | Monument historique                        |      | Frégate école Presidente Sarmiento |
| Plaza San Martín | Av. Santa Fe, Maipú, Av. Libertador, Florida, Crucero Gral. Belgrano                                                            | 34° 35′ 41″ sud, 58° 22′ 32″ ouest | Décret no 122096   | 181    | Lieu historique                            |      | Plaza San Martín |
| Maison d'Esteban de Luca (en) | Carlos Calvo Nº 383 | 34° 37′ 10″ sud, 58° 22′ 16″ ouest | Décret no 120412   | 182    | Monument historique                        |      | Maison d'Esteban de Luca (en) |
| Vuelta de Rocha (es) | La Boca, curva del Riachuelo | 34° 38′ 24″ sud, 58° 21′ 42″ ouest | Décret no 18540    | 183    | Lieu historique                            | 1948 | Vuelta de Rocha (es) |
| Maison de Valentín Alsina | 11 de Septiembre Nº 1918/50 | à géolocaliser                     | Décret no 3698     | 184    | Monument historique                        | 1977 | Image manquante Téléverser |
| Cathédrale anglicane Saint-Jean-Baptiste | 25 de Mayo Nº 276/82 | à géolocaliser                     | Décret no 1296     | 185    | Monument historique et artistique          | 2000 | Cathédrale anglicane Saint-Jean-Baptiste |
| Maison d'Adolfo Alsina | Adolfo Alsina Nº 1169/73 | à géolocaliser                     | Décret no 653      | 186    | Lieu historique                            | 1979 | Image manquante Téléverser |
| Immeuble de la calle Agüero no 2024 | Agüero Nº 2024 | à géolocaliser                     | Décret no 562      | 187    | Monument historique                        |      | Image manquante Téléverser |
| Maison dessinée par l'architecte Alejandro Virasoro | Agüero Nº 2038/42 | à géolocaliser                     | Décret no 1462     | 188    | Monument historique                        |      | Image manquante Téléverser |
| Asociación Argentina de Actores | Alsina Nº 1762/66 | à géolocaliser                     | Loi no 25176       | 189    | Monument historique et artistique          | 1999 | Image manquante Téléverser |
| Couvent franciscain | Alsina Nº 340/44/46/48 | 34° 36′ 38″ sud, 58° 22′ 17″ ouest | Décret no 1079     | 190    | Monument historique                        | 2000 | Image manquante Téléverser |
| Maison de María Josefa Ezcurra de Ezcurra | Alsina Nº 455/59 | à géolocaliser                     | Décret no 1110     | 191    | Monument historique                        |      | Image manquante Téléverser |
| Église Saint-Jean-Baptiste | Alsina Nº 824 | 34° 36′ 39″ sud, 58° 22′ 40″ ouest | Décret no 120412   | 192    | Monument historique                        | 1942 | Image manquante Téléverser |
| Chapelle Saint-Roch | Alsina et Defensa | 34° 36′ 37″ sud, 58° 22′ 18″ ouest | Décret no 120412   | 193    | Monument historique                        | 1942 | Chapelle Saint-Roch |
| Basilique Saint-François | Alsina et Defensa | 34° 36′ 37″ sud, 58° 22′ 19″ ouest | Décret no 120412   | 194    | Monument historique                        |      | Basilique Saint-François |
| Tombe du général Donato Alvarez | Cimetière de Recoleta | à géolocaliser                     | Décret no 649      | 195    | Tombe                                      |      | Image manquante Téléverser |
| Zone de mouillage et plan d'eau du Yacht Club Argentino | Port de Buenos Aires | à géolocaliser                     | Décret no 766      | 196    | Lieu historique                            | 2001 | Image manquante Téléverser |
| Archivo Nacional Sobre la Desaparición de Personas (CONADEP) | Archivo Nacional de la Memoria (Secretaría de Derechos Humanos - Ministerio de Justicia, Seguridad et Derechos Humanos)         | à géolocaliser                     | Décret no 848      | 197    | Bien d'intérêt historique                  |      | Image manquante Téléverser |
| Plaza de la Memoria | Arroyo Nº 916 | à géolocaliser                     | Loi no 26269       | 198    | Lieu historique                            |      | Image manquante Téléverser |
| Immeubles de la calle Austria (numéros 2577, 87, 89 et 93) | Austria Nº 2577/87/89/93 | à géolocaliser                     | Décret no 349      | 199    | Lieu historique                            |      | Image manquante Téléverser |
| Institut national Juan Domingo Perón | Austria Nº 2593 | à géolocaliser                     | Loi no 26367       | 200    | Monument historique                        |      | Image manquante Téléverser |
| Hotel de Inmigrantes | Av. Antártida Argentina Nº 1355                                                                                                 | 34° 35′ 34″ sud, 58° 22′ 05″ ouest | Décret no 2402     | 201    | Monument historique                        | 1995 | Hotel de Inmigrantes |
| Siège du journal La Prensa | Av de Mayo Nº 567 | à géolocaliser                     | Loi no 24594       | 202    | Monument historique                        |      | Image manquante Téléverser |
| Musée national ferroviaire | Av del Libertador Nº 405 | à géolocaliser                     | Décret no 262      | 203    | Bien d'intérêt historique et artistique    |      | Image manquante Téléverser |
| Jardin botanique | Av. Santa Fe, Av. Las Heras, República Árabe Siria                                                                              | 34° 34′ 56″ sud, 58° 25′ 07″ ouest | Décret no 366      | 204    | Monument historique                        |      | Jardin botanique |
| Église Saint-Dominique | Defensa Nº 422 | 34° 36′ 46″ sud, 58° 22′ 18″ ouest | Décret no 120412   | 205    | Monument historique                        |      | Image manquante Téléverser |
| Archivos de Plano de Redes, Archivos de Planos domiciliarios y Archivos de Rentas de Buenos Aires de AYSA S.A. | Av. Córdoba Nº 1950 | à géolocaliser                     | Décret no 526      | 206    | Bien d'intérêt historique                  |      | Image manquante Téléverser |
| Palais des eaux courantes | Av. Córdoba Nº 1950 | 34° 36′ 00″ sud, 58° 23′ 42″ ouest | Décret no 325      | 207    | Monument historique                        |      | Palais des eaux courantes |
| Palais Errázuriz | Av. del Libertador 1902, Pereyra Lucena 2674, Sanchez de Bustamante 2663                                                        | à géolocaliser                     | Décret no 437      | 208    | Monument historique et artistique          |      | Image manquante Téléverser |
| Tiro Federal Argentino | Av. del Libertador Nº 7001 | à géolocaliser                     | Décret no 1680     | 209    | Monument historique                        |      | Image manquante Téléverser |
| Immeuble de l'Escuela superior de mecánica de la armada | Av. del Libertador Nº 8151, 8209, 8305, 8401, 8461                                                                              | à géolocaliser                     | Décret no 1333     | 210    | Lieu historique                            |      | Immeuble de lEscuela superior de mecánica de la armada |
| Luna Park | Av. Eduardo Madero Nº 412 | 34° 36′ 08″ sud, 58° 22′ 07″ ouest | Décret no 123      | 211    | Monument historique                        |      | Luna Park |
| Palais du Congrès de la Nation Argentine | Av. Entre Ríos et Rivadavia | 34° 36′ 36″ sud, 58° 23′ 34″ ouest | Décret no 2676     | 212    | Monument historique                        | 1993 | Palais du Congrès de la Nation Argentine |
| Observatoire naval de Buenos Aires | Av. España Nº 2055 | à géolocaliser                     | Décret no 1292     | 213    | Monument historique                        |      | Image manquante Téléverser |
| Jardin zoologique | Av. Las Heras, Av. Sarmiento, Av. del Libertador, República de la India                                                         | 34° 34′ 52″ sud, 58° 25′ 12″ ouest | Décret no 437      | 214    | Monument historique                        |      | Image manquante Téléverser |
| Confederación General Económica | Av. Rivadavia Nº 1113/1115/1119/1123                                                                                            | à géolocaliser                     | Décret no 523      | 215    | Lieu historique                            |      | Image manquante Téléverser |
| Plaza del Congreso, Plaza Lorea et Plaza Mariano Moreno | Av. Rivadavia, Av. Entre Ríos, Hipólito Yrigoyen et Luis Sáenz Peña                                                             | à géolocaliser                     | Décret no 437      | 216    | Lieu historique                            |      | Image manquante Téléverser |
| Plaza de Mayo | Av. Rivadavia, Balcarce, Bolívar e Hipólito Yrigoyen                                                                            | 34° 36′ 30″ sud, 58° 22′ 19″ ouest | Décret no 122096   | 217    | Lieu historique                            |      | Image manquante Téléverser |
| Retiro (avenues San Martín, Antártida Argentina, Ramos Mejía, Martínez Zuviría, Illia, del Libertador) | Av. San Martín, Av. Antártida Argentina, Av. Ramos Mejía, Martinez Zuviría, Autopista Illia, Av. del Libertador                 | à géolocaliser                     | Décret no 262      | 218    | Lieu historique                            |      | Image manquante Téléverser |
| Administración de Parques Nacionales | Av. Santa Fe Nº 690 | à géolocaliser                     | Loi no 25427       | 219    | Monument historique                        |      | Image manquante Téléverser |
| Fontaine des Néréides | Av. Tristán Achaval Rodriguez frente a espigón (Costanera Sur)                                                                  | 34° 37′ 01″ sud, 58° 21′ 24″ ouest | Décret no 437      | 220    | Bien d'intérêt historique et artistique    | 1997 | Fontaine des Néréides |
| Basilique du Sacré-Cœur-de-Jésus | Av. Vélez Sarsfield Nº 1351 | à géolocaliser                     | Loi no 26482       | 221    | Bien d'intérêt historique et artistique    |      | Image manquante Téléverser |
| Nonciature apostolique | Av. Alvear Nº 1605/37 | à géolocaliser                     | Décret no 1495     | 222    | Monument historique                        | 2002 | Image manquante Téléverser |
| Résidence Duhau | Av. Alvear Nº 1657/71, Posadas Nº 1350                                                                                          | à géolocaliser                     | Décret no 1495     | 223    | Monument historique                        | 2002 | Image manquante Téléverser |
| Résidence Maguire (ex Palais Duhau) | Av. Alvear Nº 1683/93 | à géolocaliser                     | Décret no 1495     | 224    | Monument historique                        |      | Image manquante Téléverser |
| Maison nationale de la culture (actuel siège du secrétariat à la culture de la Nation) | Av. Alvear Nº 1690 | à géolocaliser                     | Décret no 1495     | 225    | Monument historique                        |      | Image manquante Téléverser |
| Maison des académies nationales | Av. Alvear Nº 1711 | à géolocaliser                     | Décret no 1495     | 226    | Monument historique                        |      | Image manquante Téléverser |
| Pavillon des recherches en psychophysique et neurobiologie de l'Hôpital Borda | Av. Amancio Alcorta Nº 1602 | à géolocaliser                     | Décret no 349      | 227    | Monument historique                        |      | Image manquante Téléverser |
| Église paroissiale de Montserrat | Av. Belgrano Nº 1151 | à géolocaliser                     | Décret no 2494     | 228    | Monument historique                        |      | Image manquante Téléverser |
| Jardin japonais | Avenida CASARES Nº 2966 | 34° 34′ 31″ sud, 58° 24′ 34″ ouest | Décret no 652      | 229    | Bien d'intérêt historique et artistique    |      | Jardin japonais |
| École Nacional Normal de Profesores Nº 1 "Presidente Roque Sáenz Peña" | Av. Córdoba Nº 1951 | à géolocaliser                     | Loi no 21181       | 230    | Monument historique                        |      | Image manquante Téléverser |
| Palais Barolo | Av. de Mayo Nº 1370 | 34° 36′ 34″ sud, 58° 23′ 09″ ouest | Décret no 437/97   | 231    | Monument historique                        | 1997 | Palais Barolo |
| Usina Pedro de Mendoza de la Compañía ex Italo Argentina de Electricidad de Buenos Aires | Avenida Pedro de Mendoza 501 | à géolocaliser                     | Loi no 26366       | 232    | Bien d'intérêt historique et architectural |      | Image manquante Téléverser |
| Maison du Théâtre | Av. Santa Fe Nº 1235/39/43/45                                                                                                   | à géolocaliser                     | Décret no 1462     | 233    | Monument historique                        |      | Image manquante Téléverser |
| Pabellones de equinos, la pista central, el salón de ventas, etc. de la Sociedad Rural Argentina | Av. Sarmiento et Av. Santa Fe                                                                                                   | à géolocaliser                     | Décret no 1110     | 234    | Monument historique                        |      | Image manquante Téléverser |
| Pabellón Principal de la Sede Central de la Administración Nacional de Laboratorios e Institutos de Salud "Dr. Carlos G. Malbrán" | Av. Velez Sarsfield Nº 563 | à géolocaliser                     | Décret no 12       | 235    | Monument historique                        |      | Image manquante Téléverser |
| Predio de la Administración Nacional de Laboratorios e Institutos de Salud "Dr. Carlos G. Malbrán" | Avenida Velez Sarsfield 563 (Circ 2, Secc 26, Mzna 50)                                                                          | à géolocaliser                     | Décret no 12       | 236    | Lieu historique                            |      | Image manquante Téléverser |
| Collège San José | Azcuénaga 158/62 - Bartolomé Mitre 2455 - Tte. Gral. Perón 2450                                                                 | à géolocaliser                     | Loi no 25045       | 237    | Monument historique                        |      | Image manquante Téléverser |
| Collège San José | Azcuénaga 158/62 - Bartolomé Mitre 2455 - Tte. Gral. Perón 2450                                                                 | à géolocaliser                     | Décret no 950      | 238    | Monument historique                        |      | Image manquante Téléverser |
| Aduana Nacional | Azopardo Nº 350 | à géolocaliser                     | Décret no 1309     | 239    | Monument historique                        |      | Image manquante Téléverser |
| Siège de la Confédération générale du travail de la République argentine | Azopardo Nº 820 | à géolocaliser                     | Décret no 1233     | 240    | Monument historique                        |      | Siège de la Confédération générale du travail de la République argentine |
| Recinto del antiguo Congreso Nacional | Balcarce Nº 139 | à géolocaliser                     | Décret no 120412   | 241    | Monument historique                        |      | Image manquante Téléverser |
| Maison natale du général Antonio González Balcarce | Balcarce 151/61 | à géolocaliser                     | Décret no 437      | 242    | Lieu historique                            |      | Image manquante Téléverser |
| Casa Rosada | Balcarce Nº 50 | 34° 36′ 29″ sud, 58° 22′ 13″ ouest | Décret no 120412   | 243    | Monument historique                        |      | Casa Rosada |
| Église Notre-Dame-de-Balvanera | Bartolomé Mitre Nº 2431 | 34° 36′ 30″ sud, 58° 24′ 03″ ouest | Décret no 950      | 244    | Monument historique                        | 1998 | Image manquante Téléverser |
| Édifice Tornquist | Bartolomé Mitre Nº 523/31/59 | à géolocaliser                     | Décret no 1055     | 245    | Monument historique                        |      | Image manquante Téléverser |
| Ex Maison Central del Banco "El Hogar Argentino" | Bartolomé Mitre Nº 567/75/79 | à géolocaliser                     | Décret no 1563     | 246    | Monument historique                        |      | Image manquante Téléverser |
| Église de San Miguel de Arcángel | Bartolomé Mitre Nº 886 | à géolocaliser                     | Décret no 2088     | 247    | Monument historique                        |      | Image manquante Téléverser |
| Palais San Martín (ex Palais Anchorena) | Arenales Nº 761 | à géolocaliser                     | Décret no 437      | 248    | Monument historique                        |      | Image manquante Téléverser |
| Église Saint-Ignace | Bolívar Nº 225 | à géolocaliser                     | Décret no 120412   | 249    | Monument historique                        |      | Image manquante Téléverser |
| Colegio Nacional de Buenos Aires | Bolívar 263 | 34° 36′ 40″ sud, 58° 22′ 26″ ouest | Décret no 12904    | 250    | Lieu historique                            |      | Colegio Nacional de Buenos Aires |
| Cabildo de Buenos Aires | Bolivar Nº 65 | à géolocaliser                     | Loi no 11688       | 251    | Monument historique                        |      | Cabildo de Buenos Aires |
| Marché de San Telmo | Bolivar 950/54/58/62 | à géolocaliser                     | Décret no 12       | 252    | Monument historique                        |      | Image manquante Téléverser |
| Église orthodoxe russe de la Sainte-Trinité | Brasil 315 | à géolocaliser                     | Décret no 1296     | 253    | Monument historique et artistique          |      | Image manquante Téléverser |
| Palace Hotel | Calles Leandro N. Alem, Perón et 25 de Mayo                                                                                     | à géolocaliser                     | Loi no 25426       | 254    | Monument historique                        |      | Image manquante Téléverser |
| Couvent de las Catalinas | Calles San Martín, Viamonte, Reconquista et Córdoba                                                                             | à géolocaliser                     | Décret no 369      | 255    | Monument historique                        |      | Image manquante Téléverser |
| Église de la Santa Cruz | Carlos Calvo Nº 3121 | à géolocaliser                     | Décret no 2130     | 256    | Monument historique                        |      | Image manquante Téléverser |
| Église de la Santa Cruz - Predio donde se encuentra ubicada | Carlos Calvo, Gral. Urquiza, Estados Unidios et 24 de Noviembre                                                                 | à géolocaliser                     | Décret no 2130     | 257    | Lieu historique                            |      | Image manquante Téléverser |
| Maison del Cmte. Tomás Espora | Caseros Nº 2522/26 | à géolocaliser                     | Décret no 1690     | 258    | Monument historique                        |      | Image manquante Téléverser |
| Institut Félix Bernasconi | Catamarca Nº 2085/2089/2095 | à géolocaliser                     | Décret no 756      | 259    | Monument historique                        |      | Image manquante Téléverser |
| Tombe du chanoine Diego Estanislao Zavaleta | Cathédrale de Buenos Aires | à géolocaliser                     | Décret no 2236     | 260    | Tombe                                      |      | Image manquante Téléverser |
| Tombe du chanoine José Eusebio de Aguero | Cathédrale de Buenos Aires | à géolocaliser                     | Décret no 2236     | 261    | Tombe                                      |      | Image manquante Téléverser |
| Tombe du chanoine Julián Segundo Aguero | Cathédrale de Buenos Aires | à géolocaliser                     | Décret no 2236     | 262    | Tombe                                      |      | Image manquante Téléverser |
| Tombe du doyen Saturnino Segurola | Cathédrale de Buenos Aires | à géolocaliser                     | Décret no 2236     | 263    | Tombe                                      |      | Image manquante Téléverser |
| Tombe du général José de San Martín | Cathédrale de Buenos Aires | à géolocaliser                     | Décret no 3039     | 264    | Tombe                                      |      | Image manquante Téléverser |
| Tombe du général Manuel Guillermo Pinto | Cathédrale de Buenos Aires | à géolocaliser                     | Décret no 12806    | 265    | Tombe                                      |      | Image manquante Téléverser |
| Tombe de Manuel Azamor y Ramírez | Cathédrale de Buenos Aires | à géolocaliser                     | Décret no 2236     | 266    | Tombe                                      |      | Image manquante Téléverser |
| Chapelle du cimetière britannique | Cimetière britannique | à géolocaliser                     | Décret no 525      | 267    | Monument historique                        |      | Image manquante Téléverser |
| Tombe de Cecilia Grierson | Cimetière britannique | à géolocaliser                     | Décret no 525      | 268    | Tombe                                      |      | Image manquante Téléverser |
| Tombe du colonel Juan Bautista Thorne | Cimetière britannique | à géolocaliser                     | Décret no 525      | 269    | Tombe                                      |      | Image manquante Téléverser |
| Tombe de Francis Armstrong de Bessler | Cimetière britannique | à géolocaliser                     | Décret no 525      | 270    | Tombe                                      |      | Image manquante Téléverser |
| Tombe de Jennie Howard | Cimetière britannique | à géolocaliser                     | Décret no 525      | 271    | Tombe                                      |      | Image manquante Téléverser |
| Tombe de Minnie Armstrong de Ridley | Cimetière britannique | à géolocaliser                     | Décret no 525      | 272    | Tombe                                      |      | Image manquante Téléverser |
| Tombe de Sara Eccleston | Cimetière britannique | à géolocaliser                     | Décret no 525      | 273    | Tombe                                      |      | Image manquante Téléverser |
| Tombe de Thomas Bridges | Cimetière britannique | à géolocaliser                     | Décret no 525      | 274    | Tombe                                      |      | Image manquante Téléverser |
| Archives historiques du crématoire municipal | Cimetière de la Chacarita | à géolocaliser                     | Décret no 1289     | 275    | Bien d'intérêt historique                  |      | Image manquante Téléverser |
| Crématoire municipal | Cimetière de la Chacarita | à géolocaliser                     | Décret no 1289     | 276    | Monument historique                        |      | Image manquante Téléverser |
| Tombe de Jorge Alejandro Newbery | Cimetière de la Chacarita | à géolocaliser                     | Décret no 654      | 277    | Tombe                                      |      | Image manquante Téléverser |
| Tombe de Juan Bautista Ambrosetti | Cimetière de la Chacarita | à géolocaliser                     | Décret no 525      | 278    | Tombe                                      |      | Image manquante Téléverser |
| Panteón de la Asociación Española de Socorros Mutuos | Cimetière de la Chacarita | à géolocaliser                     | Décret no 525      | 279    | Monument historique                        |      | Image manquante Téléverser |
| Panteón de la Asociación Francesa Filantrópica y de Beneficencia | Cimetière de la Chacarita | à géolocaliser                     | Décret no 525      | 280    | Monument historique                        |      | Image manquante Téléverser |
| Panteón de la Sociedad de Socorros Mutuos "San Crispín" | Cimetière de la Chacarita | à géolocaliser                     | Décret no 525      | 281    | Monument historique                        |      | Image manquante Téléverser |
| Panteón de la Societé Française de Secours Mutuels de Buenos Aires | Cimetière de la Chacarita | à géolocaliser                     | Décret no 525      | 282    | Monument historique                        |      | Image manquante Téléverser |
| Panteón de los Padres Salesianos | Cimetière de la Chacarita | à géolocaliser                     | Décret no 525      | 283    | Monument historique                        |      | Image manquante Téléverser |
| Panteón del Centro Gallego | Cimetière de la Chacarita | à géolocaliser                     | Décret no 525      | 284    | Monument historique                        |      | Image manquante Téléverser |
| Tombe de Carlos Gardel | Cimetière de la Chacarita | à géolocaliser                     | Décret no 1839     | 285    | Tombe                                      |      | Image manquante Téléverser |
| Résidences Alzaga Unzué, Ortiz Basualdo (Embajada de Francia), Atucha, Palais Pereda et Plazoleta Carlos Pellegrini | Cerrito 1433 - Arroyo 1060/96 - Cerrito 1405 - Arroyo 1097/Cerrito 1350                                                         | à géolocaliser                     | Décret no 262      | 286    | Bien d'intérêt historique et artistique    |      | Image manquante Téléverser |
| Tombe de Manuel G. Argerich | Chacarita | à géolocaliser                     | Décret no 3395     | 287    | Tombe                                      |      | Image manquante Téléverser |
| Maison de Ricardo Rojas | Charcas Nº 2837 | à géolocaliser                     | Loi no 14437       | 288    | Monument historique                        |      | Image manquante Téléverser |
| Maison du Dr. Alfredo Palaiss | Charcas 4741 | à géolocaliser                     | Loi no 24169       | 289    | Lieu historique                            |      | Image manquante Téléverser |
| Musée de la Historia del Traje | Chile Nº 832 | à géolocaliser                     | Décret no 2140     | 290    | Monument historique                        |      | Image manquante Téléverser |
| Tombe du général José Matías Zapiola | Couvent de Santo Domingo | à géolocaliser                     | Décret no 12806    | 291    | Tombe                                      |      | Image manquante Téléverser |
| Tombe du général Antonio González Balcarce | Couvent Santo Domingo | à géolocaliser                     | Décret no 3039     | 292    | Tombe                                      |      | Image manquante Téléverser |
| Sector de la fachada principal de la École Normal Nº 1 "Presidente Roque Saenz Peña" | Av. Córdoba Nº 1951 - (Av. Córdoba desde vestíbulo de acceso hasta calle Ayacucho y el ala oeste hasta calle Paraguay)          | à géolocaliser                     | Décret no 437      | 293    | Monument historique                        |      | Image manquante Téléverser |
| Centro Nacional de Alto Rendimiento Deportivo (CENARD) | Crisólogo Larralde Nº 1050 | à géolocaliser                     | Décret no 1272     | 294    | Monument historique                        |      | Image manquante Téléverser |
| Sede del Congreso de 1880 (actual Musée Histórico Sarmiento) | Cuba Nº 2079 | à géolocaliser                     | Loi no 12569       | 295    | Monument historique                        |      | Image manquante Téléverser |
| Apostadero Naval Buenos Aires | Dársena Norte del Puerto de Buenos Aires                                                                                        | à géolocaliser                     | Décret no 339      | 296    | Monument historique                        |      | Image manquante Téléverser |
| Maison de don Gregorio Lezama (actuel siège du Musée historique national) et Parque Lezama | Defensa Nº 1652 - Defensa/Av. Brasil/Av. Martín García/Av. Paseo Colón                                                          | 34° 37′ 37″ sud, 58° 22′ 14″ ouest | Décret no 437      | 297    | Monument historique                        | 1997 | Maison de don Gregorio Lezama (actuel siège du Musée historique national) et Parque Lezama |
| Altos de Elorriaga | Defensa 183/85 - Alsina 417/21                                                                                                  | à géolocaliser                     | Décret no 1110     | 298    | Monument historique                        |      | Image manquante Téléverser |
| Maison de la monnaie | Defensa 628 et 646 | à géolocaliser                     | Décret no 2186     | 299    | Monument historique                        |      | Image manquante Téléverser |
| Hospital del Rey (actual Hospital de Santa Catalina) | Defensa Nº 628 et 646, con acceso por la calle Balcarce Nº 677                                                                  | à géolocaliser                     | Décret no 2186     | 300    | Lieu historique                            |      | Image manquante Téléverser |
| Plaza Coronel Dorrego | Defensa et Humberto I | à géolocaliser                     | Décret no 2272     | 301    | Lieu historique                            |      | Image manquante Téléverser |
| Yacimientos Petrolíferos Fiscales (YPF) | Diagonal Norte 765/777 | à géolocaliser                     | Décret no 71       | 302    | Monument historique                        |      | Image manquante Téléverser |
| Club de Pescadores | | 34° 33′ 48″ sud, 58° 24′ 12″ ouest | Décret no 766      | 303    | Lieu historique                            |      | Club de Pescadores |
| Pyramide de Mai (Pirámide de Mayo) | Sur la place de Mai | à géolocaliser                     | Décret no 120412   | 304    | Monument historique                        |      | Pyramide de Mai (Pirámide de Mayo) |
| Plaza Rodríguez Peña | Au croisement des rues Marcelo T. De Alvear, Rodríguez Peña, Paraguay et de l'av. Callao                                        | à géolocaliser                     | Décret no 35       | 305    | Lieu historique                            |      | Image manquante Téléverser |
| Plaza Jardín de los Maestros | Au croisement des rues Marcelo T. De Alvear, Rodríguez Peña, Paraguay et Pje. Pizzurno                                          | à géolocaliser                     | Décret no 35       | 306    | Lieu historique                            |      | Image manquante Téléverser |
| Plazoleta Petronila Rodríguez | Au croisement des rues Paraguay, Rodríguez Peña et Arturo Capdevila                                                             | à géolocaliser                     | Décret no 35       | 307    | Lieu historique                            |      | Image manquante Téléverser |
| Predio del Yacht Club Argentino | Espigón sudeste de Dársena Norte de Puerto Madero con acceso por Av. Intendente Carlos Noel.                                    | à géolocaliser                     | Décret no 766      | 308    | Lieu historique                            |      | Image manquante Téléverser |
| Yacht Club Argentino | Espigón sur de la Dársena Norte del antiguo Puerto Madero                                                                       | à géolocaliser                     | Décret no 766      | 309    | Monument historique                        |      | Image manquante Téléverser |
| First National Bank of Boston - Maison Central | Florida 99 | à géolocaliser                     | Décret no 1055     | 310    | Monument historique                        |      | Image manquante Téléverser |
| Galerías Pacífico | Florida, Viamonte, Av Córdoba et San Martín                                                                                     | à géolocaliser                     | Décret no 929      | 311    | Monument historique                        |      | Image manquante Téléverser |
| Maison del Dr. Baldomero Fernández Moreno | Francisco Bilbao 2384 | à géolocaliser                     | Loi no 24678       | 312    | Monument historique et artistique          |      | Image manquante Téléverser |
| Maison de Mansilla | Frente sobre Pasaje Juan Angel Golfarini et fachada posterior sobre Tres de Febrero, entre Olazábal et Blanco Encalada.         | à géolocaliser                     | Loi no 25317       | 313    | Monument historique et artistique          |      | Image manquante Téléverser |
| Ambassade du Royaume-Uni (anciennement Quinta Hale et résidence Flia. Madero) | Gelly y Obes 2301, entre Agote, Guido, Newton y Rep del Líbano, y Plaza Mitre                                                   | à géolocaliser                     | Décret no 767      | 314    | Monument historique                        |      | Image manquante Téléverser |
| Maison Marcó del Pont | General Artigas Nº 206 | à géolocaliser                     | Décret no 1388     | 315    | Monument historique                        |      | Image manquante Téléverser |
| École Normal "Mariano Acosta" | General Urquiza 277, esquina Moreno                                                                                             | à géolocaliser                     | Loi no 25171       | 316    | Monument historique                        |      | Image manquante Téléverser |
| Maison y Chapelle de Ejercicios Espirituales y Colegio Nuestra Señora de Belén (actual Academia Superior de Estudios Penitenciarios y Musée Penitenciario "Antonio Ballvé") | Humberto Iº Nº 378 - ( Servicio Penitenciario Federal : Av San Juan 369)                                                        | à géolocaliser                     | Décret no 1034     | 317    | Monument historique                        |      | Image manquante Téléverser |
| Église de San Pedro González Telmo | Humberto Iº Nº 340 | à géolocaliser                     | Décret no 120412   | 318    | Monument historique                        |      | Image manquante Téléverser |
| Tombe de Juan José Castelli | Église de San Ignacio | à géolocaliser                     | Décret no 3039     | 319    | Tombe                                      |      | Image manquante Téléverser |
| Tombe du général Manuel Belgrano | Église Santo Domingo | à géolocaliser                     | Décret no 3039     | 320    | Tombe                                      |      | Image manquante Téléverser |
| Aguaribay histórico | Instituto Félix Bernasconi - Catamarca Nº 2085/2089/2095                                                                        | à géolocaliser                     | Décret no 3369     | 321    | Arbre historique                           |      | Image manquante Téléverser |
| Regimiento de Infantería 1 Patricios - Alojamiento y oficinas (Cuartel 1) | Int. Bullrich 475 al 517 | à géolocaliser                     | Décret no 1358     | 322    | Monument historique                        |      | Image manquante Téléverser |
| Regimiento de Infantería 1 Patricios - Alojamiento y oficinas (Cuartel 2) | Int. Bullrich 475 al 517 | à géolocaliser                     | Décret no 1358     | 323    | Monument historique                        |      | Image manquante Téléverser |
| Regimiento de Infantería 1 Patricios - Caballerizas | Int. Bullrich 475 al 517 | à géolocaliser                     | Décret no 1358     | 324    | Bien d'intérêt historique                  |      | Image manquante Téléverser |
| Regimiento de Infantería 1 Patricios - Chapelle | Int. Bullrich 475 al 517 | à géolocaliser                     | Décret no 1358     | 325    | Monument historique                        |      | Image manquante Téléverser |
| Regimiento de Infantería 1 Patricios - Cocina de tropa | Int. Bullrich 475 al 517 | à géolocaliser                     | Décret no 1358     | 326    | Bien d'intérêt historique                  |      | Image manquante Téléverser |
| Regimiento de Infantería 1 Patricios - Edificios pertenecientes al Estado Mayor | Int. Bullrich 475 al 517 | à géolocaliser                     | Décret no 1358     | 327    | Monument historique                        |      | Image manquante Téléverser |
| Regimiento de Infantería 1 Patricios - Gimnasio | Int. Bullrich 475 al 517 | à géolocaliser                     | Décret no 1358     | 328    | Bien d'intérêt historique                  |      | Image manquante Téléverser |
| Regimiento de Infantería 1 Patricios - Pabellón del Centenario | Int. Bullrich 475 al 517 | à géolocaliser                     | Décret no 1358     | 329    | Monument historique                        |      | Image manquante Téléverser |
| Regimiento de Infantería 1 Patricios - Parque automotor | Int. Bullrich 475 al 517 | à géolocaliser                     | Décret no 1358     | 330    | Bien d'intérêt historique                  |      | Image manquante Téléverser |
| Regimiento de Infantería 1 Patricios - Predio y jardines | Int. Bullrich 475 al 517 | à géolocaliser                     | Décret no 1358     | 331    | Lieu historique                            |      | Image manquante Téléverser |
| Regimiento de Infantería 1 Patricios - Puesto de seguridad | Int. Bullrich 475 al 517 | à géolocaliser                     | Décret no 1358     | 332    | Bien d'intérêt historique                  |      | Image manquante Téléverser |
| Regimiento de Infantería 1 Patricios - Salón Patricios | Int. Bullrich 475 al 517 | à géolocaliser                     | Décret no 1358     | 333    | Monument historique                        |      | Image manquante Téléverser |
| Regimiento de Infantería 1 Patricios - Sanitarios | Int. Bullrich 475 al 517 | à géolocaliser                     | Décret no 1358     | 334    | Bien d'intérêt historique                  |      | Image manquante Téléverser |
| Regimiento de Infantería 1 Patricios - Taller automotor | Int. Bullrich 475 al 517 | à géolocaliser                     | Décret no 1358     | 335    | Bien d'intérêt historique                  |      | Image manquante Téléverser |
| Regimiento de Infantería 1 Patricios - Talleres | Int. Bullrich 475 al 517 | à géolocaliser                     | Décret no 1358     | 336    | Bien d'intérêt historique                  |      | Image manquante Téléverser |
| Maison de Carlos Gardel | Jean Jaures 735 | à géolocaliser                     | Décret no 437      | 337    | Lieu historique                            |      | Image manquante Téléverser |
| Basilique Notre-Dame-du-Pilier | Junín 1898/1904 | 34° 35′ 12″ sud, 58° 23′ 31″ ouest | Décret no 120412   | 338    | Monument historique                        |      | Basilique Notre-Dame-du-Pilier |
| Couvent de los Recoletos Franciscanos (actual Centro Cultural Recoleta) | Junin 1930 | à géolocaliser                     | Décret no 29746    | 339    | Monument historique                        |      | Image manquante Téléverser |
| Puente Transbordador "Nicolás Avellaneda" | La Boca-Avellaneda | à géolocaliser                     | Décret no 349      | 340    | Monument historique                        |      | Puente Transbordador "Nicolás Avellaneda" |
| Maison Carabassa | Lafinur 2988 | à géolocaliser                     | Décret no 349      | 341    | Lieu historique                            |      | Image manquante Téléverser |
| Hogar de Tránsito Nº 2 (actual Musée Eva Perón) | Lafinur 2988 | à géolocaliser                     | Décret no 231      | 342    | Monument historique                        |      | Image manquante Téléverser |
| Synagogue centrale de Buenos Aires | Libertad 761/69/73/85 | 34° 35′ 58″ sud, 58° 23′ 01″ ouest | Décret no 1296     | 343    | Monument historique                        |      | Synagogue centrale de Buenos Aires |
| Théâtre national Cervantes | Libertad 807/15/21/27/35/41, esq. Av. Córdoba 1167/71/85/87/95/99                                                               | 34° 35′ 56″ sud, 58° 23′ 02″ ouest | Loi no 24570       | 344    | Monument historique                        | 1995 | Théâtre national Cervantes |
| Théâtre Colón | Libertad, Tucumán, Arturo Toscanini y Cerrito                                                                                   | 34° 36′ 04″ sud, 58° 22′ 59″ ouest | Décret no 1259     | 345    | Monument historique                        |      | Théâtre Colón |
| Administración de los Mataderos | Lisandro de la Torre y El Resero                                                                                                | à géolocaliser                     | Décret no 1021     | 346    | Monument historique                        |      | Image manquante Téléverser |
| Regimiento de Granaderos a Caballo "Gral. San Martín" | Luis María Campos 554 | à géolocaliser                     | Décret no 1109     | 347    | Monument historique                        |      | Image manquante Téléverser |
| Banque de la Nation Argentine | Manzana entre Av. Rivadavia y calles Reconquista, Bartolomé Mitre y 25 de Mayo con entrada principal por Av Rivadavia 317/25/33 | 34° 36′ 27″ sud, 58° 22′ 14″ ouest | Décret no 1055     | 348    | Monument historique                        |      | Banque de la Nation Argentine |
| Edificio del ex Ministerio de Obras y Servicios Públicos | Manzana entre las Av.s 9 de Julio, Belgrano y las calles Moreno y Lima                                                          | à géolocaliser                     | Loi no 25582       | 349    | Monument historique                        |      | Image manquante Téléverser |
| Solar donde vivió y murió el Alte. Guillermo Brown | Martín García Nº 584 | à géolocaliser                     | Décret no 18536    | 350    | Lieu historique                            |      | Image manquante Téléverser |
| Centro Nacional de la Música | México 560/62/64/68/84 | 34° 36′ 53″ sud, 58° 22′ 26″ ouest | Décret no 570      | 351    | Monument historique                        | 2004 | Centro Nacional de la Música |
| Église paroissiale de San Juan Evangelista | Olavarría 486 | à géolocaliser                     | Décret no 1296     | 352    | Bien d'intérêt historique                  |      | Image manquante Téléverser |
| Magnolia historique | Palermo - Parque 3 de Febrero                                                                                                   | à géolocaliser                     | Décret no 2232     | 353    | Arbre historique                           |      | Image manquante Téléverser |
| Maison de Estudios para Artistas | Paraguay 894/900 | à géolocaliser                     | Loi no 26365       | 354    | Bien d'intérêt historique et architectural |      | Image manquante Téléverser |
| Pacará histórico | Parque Chacabuco | à géolocaliser                     | Décret no 2232     | 355    | Arbre historique                           |      | Image manquante Téléverser |
| Palais Sarmiento | Pasaje Pizzurno 935/953 | à géolocaliser                     | Décret no 35       | 356    | Monument historique                        |      | Image manquante Téléverser |
| École "Otto Krause" | Paseo Colón 650, Chile - Azopardo - México                                                                                      | à géolocaliser                     | Loi no 24491       | 357    | Bien d'intérêt historique                  |      | Image manquante Téléverser |
| Solar que ocupa el edificio de la Asociación Mutual Israelita Argentina (AMIA) | Pasteur 633 | à géolocaliser                     | Loi no 26269       | 358    | Lieu historique                            |      | Image manquante Téléverser |
| Procuraduría Jesuítica | Perú 222 | à géolocaliser                     | Décret no 1479     | 359    | Monument historique                        |      | Image manquante Téléverser |
| Manzana de las Luces | Perú 222/72/94 | 34° 36′ 39″ sud, 58° 22′ 27″ ouest | Décret no 1479     | 360    | Lieu historique                            |      | Manzana de las Luces |
| Sala de Sesiones de la antigua Junta de Representantes de la Provincia de Buenos Aires | Perú 272 | à géolocaliser                     | Décret no 120412   | 361    | Monument historique                        |      | Image manquante Téléverser |
| Residencias Jesuíticas | Perú 272/94 | à géolocaliser                     | Décret no 1479     | 362    | Monument historique                        |      | Image manquante Téléverser |
| Tombe de Bernardino Rivadavia | Plaza Once | à géolocaliser                     | Décret no 3039     | 363    | Tombe                                      |      | Image manquante Téléverser |
| Casino de Oficiales de la ex École Superior de Mecánica de la Armada (ESMA) | Polígono formado por las calles Pico, La Cachila, Muratore y San Martín con frente hacia Av. del Libertador                     | à géolocaliser                     | Décret no 1333     | 364    | Monument historique                        |      | Image manquante Téléverser |
| Palais de Glace | Posadas 1725 | 34° 35′ 09″ sud, 58° 23′ 22″ ouest | Décret no 570      | 365    | Monument historique                        |      | Image manquante Téléverser |
| Estación Retiro | Ramos Mejía 1340/1402 | 34° 35′ 29″ sud, 58° 22′ 28″ ouest | Décret no 262/1997 | 366    | Monument historique                        | 1997 | Estación Retiro |
| Servicio Nacional de Rehabilitación y Promoción de la Persona con Discapacidad - Instituto Nacional de rehabilitación del lisiado (INCUCAI) | Ramsay 2250 | à géolocaliser                     | Loi no 24976       | 367    | Monument historique                        |      | Image manquante Téléverser |
| Tombe d'Adolfo Alsina | Cimetière de Recoleta | à géolocaliser                     | Décret no 3039     | 368    | Tombe                                      |      | Image manquante Téléverser |
| Tombe de l'amiral Guillermo Brown | Cimetière de Recoleta | à géolocaliser                     | Décret no 3039     | 369    | Tombe                                      |      | Image manquante Téléverser |
| Tombe d’Amédée Jacques | Cimetière de Recoleta | à géolocaliser                     | Décret no 3039     | 370    | Tombe                                      |      | Image manquante Téléverser |
| Tombe d’Ambrosio Plácido Lezica | Cimetière de Recoleta | à géolocaliser                     | Décret no 1327     | 371    | Tombe                                      |      | Image manquante Téléverser |
| Tombe d’Antonio Sáenz | Cimetière de Recoleta | à géolocaliser                     | Décret no 3039     | 372    | Tombe                                      |      | Image manquante Téléverser |
| Tombe d’Aristóbulo del Valle | Cimetière de Recoleta | à géolocaliser                     | Décret no 30837    | 373    | Tombe                                      |      | Image manquante Téléverser |
| Tombe de Benjamín Paz | Cimetière de Recoleta | à géolocaliser                     | Décret no 124      | 374    | Tombe                                      |      | Image manquante Téléverser |
| Tombe de Bernardo de Monteagudo | Cimetière de Recoleta | à géolocaliser                     | Décret no 3039     | 375    | Tombe                                      |      | Image manquante Téléverser |
| Caídos en la Revolución de 1890 - L. N. Alem y H. Yrigoyen | Cimetière de Recoleta | à géolocaliser                     | Loi no 15454       | 376    | Tombe                                      |      | Image manquante Téléverser |
| Tombe d'Alejandro Murature | Cimetière de Recoleta | à géolocaliser                     | Décret no 5407     | 377    | Tombe                                      |      | Image manquante Téléverser |
| Tombe de Carlos Pellegrini | Cimetière de Recoleta | à géolocaliser                     | Décret no 5485     | 378    | Tombe                                      |      | Image manquante Téléverser |
| Tombe de José Murature | Cimetière de Recoleta | à géolocaliser                     | Décret no 5407     | 379    | Tombe                                      |      | Image manquante Téléverser |
| Tombe du colonel Federico Brandsen | Cimetière de Recoleta | à géolocaliser                     | Décret no 3039     | 380    | Tombe                                      |      | Tombe du colonel Federico Brandsen |
| Tombe du colonel Hilario Ascasubi | Cimetière de Recoleta | à géolocaliser                     | Décret no 3039     | 381    | Tombe                                      |      | Image manquante Téléverser |
| Tombe du colonel Ignacio Álvarez Thomas | Cimetière de Recoleta | à géolocaliser                     | Décret no 3039     | 382    | Tombe                                      |      | Image manquante Téléverser |
| Tombe du colonel Isidoro Suárez | Cimetière de Recoleta | à géolocaliser                     | Décret no 12806    | 383    | Tombe                                      |      | Image manquante Téléverser |
| Tombe du colonel Jordan Czeslaw Wysocki | Cimetière de Recoleta | à géolocaliser                     | Décret no 2367     | 384    | Tombe                                      |      | Image manquante Téléverser |
| Tombe du colonel José de Olavarría | Cimetière de Recoleta | à géolocaliser                     | Décret no 12806    | 385    | Tombe                                      |      | Image manquante Téléverser |
| Tombe du colonel Manuel Dorrego | Cimetière de Recoleta | à géolocaliser                     | Décret no 3039     | 386    | Tombe                                      |      | Image manquante Téléverser |
| Tombe du colonel Pedro José Díaz | Cimetière de Recoleta | à géolocaliser                     | Décret no 12806    | 387    | Tombe                                      |      | Image manquante Téléverser |
| Tombe du colonel Ramón L. Falcón | Cimetière de Recoleta | à géolocaliser                     | Décret no 1809     | 388    | Tombe                                      |      | Image manquante Téléverser |
| Tombe du colonel de marine Francisco Seguí | Cimetière de Recoleta | à géolocaliser                     | Décret no 34033    | 389    | Tombe                                      |      | Image manquante Téléverser |
| Tombe de Cornelio Saavedra | Cimetière de Recoleta | à géolocaliser                     | Décret no 3039     | 390    | Tombe                                      |      | Image manquante Téléverser |
| Tombe de Delfina Vedia de Mitre | Cimetière de Recoleta | à géolocaliser                     | Décret no 3039     | 391    | Tombe                                      |      | Image manquante Téléverser |
| Tombe de Domingo Faustino Sarmiento | Cimetière de Recoleta | à géolocaliser                     | Décret no 3039     | 392    | Tombe                                      |      | Image manquante Téléverser |
| Tombe de Domingo Matheu | Cimetière de Recoleta | à géolocaliser                     | Décret no 3039     | 393    | Tombe                                      |      | Image manquante Téléverser |
| Tombe d'Emma Nicolay de Caprile | Cimetière de Recoleta | à géolocaliser                     | Décret no 508      | 394    | Tombe                                      |      | Image manquante Téléverser |
| Tombe d'Estanislao del Campo | Cimetière de Recoleta | à géolocaliser                     | Décret no 3039     | 395    | Tombe                                      |      | Image manquante Téléverser |
| Tombe d'Eustoquio Díaz Vélez | Cimetière de Recoleta | à géolocaliser                     | Décret no 3039     | 396    | Tombe                                      |      | Image manquante Téléverser |
| Tombe de Feliciano Antonio Chiclana | Cimetière de Recoleta | à géolocaliser                     | Décret no 3039     | 397    | Tombe                                      |      | Image manquante Téléverser |
| Tombe de Francisco de Escalada | Cimetière de Recoleta | à géolocaliser                     | Décret no 3039     | 398    | Tombe                                      |      | Image manquante Téléverser |
| Tombe de Francisco Javier Muñiz | Cimetière de Recoleta | à géolocaliser                     | Décret no 12806    | 399    | Tombe                                      |      | Image manquante Téléverser |
| Tombe du général Bartolomé Mitre | Cimetière de Recoleta | à géolocaliser                     | Décret no 3039     | 400    | Tombe                                      |      | Image manquante Téléverser |
| Tombe du général Carlos de Alvear | Cimetière de Recoleta | à géolocaliser                     | Décret no 3039     | 401    | Tombe                                      |      | Image manquante Téléverser |
| Tombe du général Emilio Mitre | Cimetière de Recoleta | à géolocaliser                     | Décret no 12806    | 402    | Tombe                                      |      | Image manquante Téléverser |
| Tombe du général Felix Benavides | Cimetière de Recoleta | à géolocaliser                     | Décret no 2465     | 403    | Tombe                                      |      | Image manquante Téléverser |
| Tombe du général José M. Piran | Cimetière de Recoleta | à géolocaliser                     | Décret no 3039     | 404    | Tombe                                      |      | Image manquante Téléverser |
| Tombe du général Juan A.Gelly y Obes | Cimetière de Recoleta | à géolocaliser                     | Décret no 3039     | 405    | Tombe                                      |      | Image manquante Téléverser |
| Tombe du général Juan Florencio Terrada | Cimetière de Recoleta | à géolocaliser                     | Décret no 12806    | 406    | Tombe                                      |      | Image manquante Téléverser |
| Tombe du général Juan José Viamonte | Cimetière de Recoleta | à géolocaliser                     | Décret no 3039     | 407    | Tombe                                      |      | Image manquante Téléverser |
| Tombe du général Juan Lavalle | Cimetière de Recoleta | à géolocaliser                     | Décret no 3039     | 408    | Tombe                                      |      | Image manquante Téléverser |
| Tombe du général Juan O'Brein | Cimetière de Recoleta | à géolocaliser                     | Décret no 3039     | 409    | Tombe                                      |      | Image manquante Téléverser |
| Tombe du général Julio A.Roca | Cimetière de Recoleta | à géolocaliser                     | Décret no 3039     | 410    | Tombe                                      |      | Image manquante Téléverser |
| Tombe du général Lucio Mansilla | Cimetière de Recoleta | à géolocaliser                     | Décret no 3039     | 411    | Tombe                                      |      | Image manquante Téléverser |
| Tombe du général Tomás Guido | Cimetière de Recoleta | à géolocaliser                     | Décret no 3039     | 412    | Tombe                                      |      | Image manquante Téléverser |
| Tombe du général Wenceslao Paunero | Cimetière de Recoleta | à géolocaliser                     | Décret no 12806    | 413    | Tombe                                      |      | Image manquante Téléverser |
| Tombe du général Miguel Estanislao Soler | Cimetière de Recoleta | à géolocaliser                     | Décret no 30838    | 414    | Tombe                                      |      | Image manquante Téléverser |
| Guerreros del Paraguay | Cimetière de Recoleta | à géolocaliser                     | Décret no 2464     | 415    | Tombe                                      |      | Image manquante Téléverser |
| Tombe de Guillermo Rawson | Cimetière de Recoleta | à géolocaliser                     | Décret no 3039     | 416    | Tombe                                      |      | Image manquante Téléverser |
| Tombe de José Antonio Terry | Cimetière de Recoleta | à géolocaliser                     | Décret no 1117     | 417    | Tombe                                      |      | Image manquante Téléverser |
| Tombe de José Hernández | Cimetière de Recoleta | à géolocaliser                     | Décret no 3039     | 418    | Tombe                                      |      | Image manquante Téléverser |
| Tombe de José Manuel de Estrada | Cimetière de Recoleta | à géolocaliser                     | Décret no 12806    | 419    | Tombe                                      |      | Image manquante Téléverser |
| Tombe de Juan Bautista Alberdi | Cimetière de Recoleta | à géolocaliser                     | Décret no 3039     | 420    | Tombe                                      |      | Image manquante Téléverser |
| Tombe de Juan Cruz Varela | Cimetière de Recoleta | à géolocaliser                     | Décret no 3039     | 421    | Tombe                                      |      | Image manquante Téléverser |
| Tombe de Juan José Paso | Cimetière de Recoleta | à géolocaliser                     | Décret no 3039     | 422    | Tombe                                      |      | Image manquante Téléverser |
| Tombe de Juan María Gutiérrez | Cimetière de Recoleta | à géolocaliser                     | Décret no 3039     | 423    | Tombe                                      |      | Image manquante Téléverser |
| Tombe de Juan Martín de Pueyrredón | Cimetière de Recoleta | à géolocaliser                     | Décret no 3039     | 424    | Tombe                                      |      | Image manquante Téléverser |
| Tombe de Juan Pujol | Cimetière de Recoleta | à géolocaliser                     | Décret no 3039     | 425    | Tombe                                      |      | Image manquante Téléverser |
| Tombe de Juan Ramón González Balcarce | Cimetière de Recoleta | à géolocaliser                     | Décret no 3039     | 426    | Tombe                                      |      | Image manquante Téléverser |
| Tombe de Lucio V. López | Cimetière de Recoleta | à géolocaliser                     | Décret no 3039     | 427    | Tombe                                      |      | Image manquante Téléverser |
| Tombe de Luis Vernet | Cimetière de Recoleta | à géolocaliser                     | Décret no 1867     | 428    | Tombe                                      |      | Tombe de Luis Vernet |
| Tombe de Marcos Avellaneda | Cimetière de Recoleta | à géolocaliser                     | Décret no 3039     | 429    | Tombe                                      |      | Tombe de Marcos Avellaneda |
| Tombe de Marcos Balcarce | Cimetière de Recoleta | à géolocaliser                     | Décret no 2236     | 430    | Tombe                                      |      | Image manquante Téléverser |
| Tombe de Marcos Paz | Cimetière de Recoleta | à géolocaliser                     | Décret no 125      | 431    | Tombe                                      |      | Image manquante Téléverser |
| Tombe de María Sánchez de Mendeville | Cimetière de Recoleta | à géolocaliser                     | Décret no 3039     | 432    | Tombe                                      |      | Image manquante Téléverser |
| Tombe de Mariano Moreno | Cimetière de Recoleta | à géolocaliser                     | Décret no 3039     | 433    | Tombe                                      |      | Image manquante Téléverser |
| Tombe de Martín Rodríguez | Cimetière de Recoleta | à géolocaliser                     | Décret no 3039     | 434    | Tombe                                      |      | Image manquante Téléverser |
| Tombe de Martiniano Leguizamón | Cimetière de Recoleta | à géolocaliser                     | Décret no 1259     | 435    | Tombe                                      |      | Image manquante Téléverser |
| Tombe de Miguel de Azcuénaga | Cimetière de Recoleta | à géolocaliser                     | Décret no 3039     | 436    | Tombe                                      |      | Image manquante Téléverser |
| Tombe de Nicolás Avellaneda | Cimetière de Recoleta | à géolocaliser                     | Décret no 3039     | 437    | Tombe                                      |      | Image manquante Téléverser |
| Tombe de Nicolás Rodríguez Peña | Cimetière de Recoleta | à géolocaliser                     | Décret no 3039     | 438    | Tombe                                      |      | Image manquante Téléverser |
| Tombe de Olegario Andrade | Cimetière de Recoleta | à géolocaliser                     | Décret no 3039     | 439    | Tombe                                      |      | Image manquante Téléverser |
| Tombe de Pedro Alcántara de Somellera | Cimetière de Recoleta | à géolocaliser                     | Décret no 15090    | 440    | Tombe                                      |      | Image manquante Téléverser |
| Tombe de Pedro Benoit | Cimetière de Recoleta | à géolocaliser                     | Décret no 2317     | 441    | Tombe                                      |      | Image manquante Téléverser |
| Tombe de Remedios de Escalada | Cimetière de Recoleta | à géolocaliser                     | Décret no 3039     | 442    | Tombe                                      |      | Image manquante Téléverser |
| Tombe de Ricardo Gutiérrez | Cimetière de Recoleta | à géolocaliser                     | Décret no 3039     | 443    | Tombe                                      |      | Image manquante Téléverser |
| Tombe de Salvador María del Carril | Cimetière de Recoleta | à géolocaliser                     | Décret no 1022     | 444    | Tombe                                      |      | Image manquante Téléverser |
| Tombe du lieutenant-général Eduardo Lonardi | Cimetière de Recoleta | à géolocaliser                     | Loi no 15451       | 445    | Tombe                                      |      | Image manquante Téléverser |
| Tombe du lieutenant-général de marine Erasmo Obligado | Cimetière de Recoleta | à géolocaliser                     | Décret no 5407     | 446    | Tombe                                      |      | Image manquante Téléverser |
| Tombe de Valentín Alsina | Cimetière de Recoleta | à géolocaliser                     | Décret no 2236     | 447    | Tombe                                      |      | Image manquante Téléverser |
| Tombe de Vicente Fidel López | Cimetière de Recoleta | à géolocaliser                     | Décret no 3039     | 448    | Tombe                                      |      | Image manquante Téléverser |
| Tombe de Vicente López y Planes | Cimetière de Recoleta | à géolocaliser                     | Décret no 3039     | 449    | Tombe                                      |      | Image manquante Téléverser |
| Banco Hipotecario S.A. (ex Banco de Londres) | Reconquista 101/105/135/151/157                                                                                                 | à géolocaliser                     | Décret no 1433     | 450    | Monument historique                        |      | Image manquante Téléverser |
| Église de la Merced (Buenos Aires) | Reconquista 207 | à géolocaliser                     | Décret no 120412   | 451    | Monument historique                        |      | Église de la Merced (Buenos Aires) |
| École "Cathédrale al Norte" (actual J. M. Estrada) | Reconquista 461 | à géolocaliser                     | Décret no 151      | 452    | Monument historique                        |      | Image manquante Téléverser |
| Couvent de los Mercedarios | Reconquista Nº 269 | à géolocaliser                     | Décret no 9532     | 453    | Monument historique                        |      | Image manquante Téléverser |
| Confitería del Molino | Rivadavia 1801 | 34° 36′ 32″ sud, 58° 23′ 32″ ouest | Décret no 1110/97  | 454    | Monument historique                        | 1997 | Confitería del Molino |
| Maison du général Miguel de Azcuénaga | Rivadavia Nº 413 | à géolocaliser                     | Décret no 4340     | 455    | Lieu historique                            |      | Image manquante Téléverser |
| Cathédrale métropolitaine de Buenos Aires | Rivadavia y San Martín | 34° 36′ 27″ sud, 58° 22′ 24″ ouest | Décret no 120412   | 456    | Monument historique                        |      | Cathédrale métropolitaine de Buenos Aires |
| Santa Maison de Ejercicios Espirituales | Salta e Independencia | à géolocaliser                     | Décret no 120412   | 457    | Monument historique                        |      | Image manquante Téléverser |
| Esquina Homero Manzi | San Juan 3601 (y Boedo) | à géolocaliser                     | Loi no 24704       | 458    | Site historique                            |      | Image manquante Téléverser |
| Édifice Kavanagh | San Martín 1060/68/80/94 y Florida 1035/45/55/65/75/85/95                                                                       | 34° 35′ 44″ sud, 58° 22′ 29″ ouest | Décret no 349/99   | 459    | Monument historique                        | 1999 | Édifice Kavanagh |
| Banco de la Provincia de Buenos Aires - Maison Central | San Martín 133/37/41 esquina Bartolomé Mitre 451/57/65/67/69                                                                    | à géolocaliser                     | Décret no 1563     | 460    | Monument historique                        |      | Image manquante Téléverser |
| Antigua sede de la Bolsa de Comercio de Buenos Aires (actual Musée Numismático "José E. Uriburu" del Banco Central) | San Martín 216 | à géolocaliser                     | Décret no 1563     | 461    | Monument historique                        |      | Image manquante Téléverser |
| Maison Central del Banco Hipotecario de la Provincia de Buenos Aires (actual sede del Banco Central de la República Argentina) | San Martín 275 y Reconquista 258/66/74                                                                                          | à géolocaliser                     | Décret no 1563     | 462    | Monument historique                        |      | Image manquante Téléverser |
| Biblioteca Americana y el Archivo Histórico del Musée Mitre | San Martín 336 | à géolocaliser                     | Décret no 856      | 463    | Bien d'intérêt historique                  |      | Image manquante Téléverser |
| Musée Mitre | San Martín 336 | à géolocaliser                     | Décret no 120412   | 464    | Monument historique                        |      | Image manquante Téléverser |
| Real Consulado de Buenos Aires (actual Banco Provincia de Buenos Aires) | San Martín Nº 135 | à géolocaliser                     | Décret no 4339     | 465    | Lieu historique                            |      | Image manquante Téléverser |
| Église Sainte-Catherine-de-Sienne | San Martín y Viamonte | à géolocaliser                     | Décret no 120412   | 466    | Monument historique                        |      | Image manquante Téléverser |
| Maison de Domingo Faustino Sarmiento | Sarmiento 1253 | à géolocaliser                     | Décret no 13725    | 467    | Monument historique                        |      | Image manquante Téléverser |
| Federación de Asociaciones Católicas de empleadas (FACE) (Maison de la Empleada) | Sarmiento 1272 | à géolocaliser                     | Décret no 129      | 468    | Monument historique                        |      | Image manquante Téléverser |
| Archivo y Museo Históricos del Banco de la Provincia de Buenos Aires "Dr. Arturo Jauretche" | Sarmiento 364 | à géolocaliser                     | Décret no 1563     | 469    | Monument historique                        |      | Image manquante Téléverser |
| Palacio de Correos | Sarmiento, Leandro N. Alem, Corrientes, Bouchard                                                                                | 34° 36′ 13″ sud, 58° 22′ 10″ ouest | Décret no 262      | 470    | Monument historique                        |      | Palacio de Correos |
| Club de Pescadores | Sobre el Rio de la Plata, frente a la Av. Costanera Rafael Obligado                                                             | à géolocaliser                     | Décret no 766      | 471    | Monument historique                        |      | Image manquante Téléverser |
| Palais de Justice | Talcahuano 550 | 34° 36′ 08″ sud, 58° 23′ 09″ ouest | Décret no 349      | 472    | Monument historique                        |      | Palais de Justice |
| Maison de Liniers | Venezuela 469 | à géolocaliser                     | Décret no 120412   | 473    | Monument historique                        |      | Image manquante Téléverser |
| Maison du Dr. Bernardo Alberto Houssay | Viamonte 2790 | à géolocaliser                     | Décret no 349      | 474    | Lieu historique                            |      | Image manquante Téléverser |
| Archives historiques du cimetière de la Chacarita | Cimetière de la Chacarita | à géolocaliser                     | Décret no 525      | 475    | Bien d'intérêt historique                  |      | Image manquante Téléverser |
| Sector del Cimetière de la Chacarita identificado como Sección 2, Manzana 9, Tablón 13. | Cimetière de la Chacarita | à géolocaliser                     | Décret no 1289     | 476    | Lieu historique                            |      | Image manquante Téléverser |
| Peristilos de los cementerios de la Recoleta, Chacarita y Flores | | à géolocaliser                     | Décret no 1289     | 477    | Monument historique                        |      | Image manquante Téléverser |
| Chapelle du cimetière allemand | Cimetière allemand | à géolocaliser                     | Décret no 525      | 478    | Monument historique                        |      | Image manquante Téléverser |